# Costa de Marfil en los Juegos Paralímpicos de Atlanta 1996
Costa de Marfil estuvo representada en los Juegos Paralímpicos de Atlanta 1996 por dos deportistas masculinos.

## Medallistas
El equipo paralímpico marfileño obtuvo las siguientes medallas:
| Nombre                | Deporte   | Evento                 |
| --------------------- | --------- | ---------------------- |
| Oro                   |           |                        |
| Oumar Basakoulba Kone | Atletismo | 400 m T42-46 masculino |
| Oumar Basakoulba Kone | Atletismo | 800 m T44-46 masculino |
| Plata                 |           |                        |
| —                     |           |                        |
| Bronce                |           |                        |
| —                     |           |                        |